# インボイス制度
インボイス制度（インボイスせいど、英語: Invoice reporting）とは、消費税（付加価値税）の仕入税額控除の方式の一つで、課税事業者が発行するインボイス（売手が買手に正確な適用税率や消費税額等を伝えるために発行する請求書・納品書など）に記載された税額のみを仕入税額控除することができる制度のことである。
2023年1月時点で、OECD加盟国で国内取引にインボイス制度が導入されていないのは、日本と消費税（付加価値税）の存在しないアメリカ合衆国のみであった。ただし、日本もアメリカも国外取引(海外への送付・輸出時)には既にインボイス又は電子インボイスを導入している。電子インボイスは2012年9月1日に欧州連合のプロジェクトで制定された国際規格「PEPPOL（ペポル、汎欧州オンライン公的調達、Pan-European Public Procurement OnLine）」に従ったモノを使用している。 しかし、2023年（令和5年）10月1日から日本でもインボイス制度が導入・開始されることになったことで、売上税制度のアメリカ以外の全OECD加盟国がインボイス制度を導入することになった。

## 概要
付加価値税（消費税）導入しているOECD38カ国中の37カ国の中で日本は唯一、2023年9月30日迄はインボイス方式(適格請求書等保存方式)ではなく帳簿方式(帳簿及び請求書等の保存要件)を採用していた。
帳簿方式は、事業者自身の帳簿上記載に基づいた納付税額算出方式であるのに対し、インボイス方式は、売り手側の事業者が発行するインボイスに基づいた納付税額を算出する仕組みとなっている。
インボイス制度は正確な納税が出来る一方で、どちらかがデジタル化しておらず、アナログのままだと、デジタル化している側に業務負担が発生する。逆に、取引の双方がデジタル化していると、業務負担軽減の恩恵を受けられる。そのため、既にインボイス制度を導入している日本以外のOECD諸国では、事業者負担軽減のためにインボイスのデジタル化とその義務化範囲の拡大を行っている。

### 台湾(中華民国)
台湾(中華民国)では、日本の消費税のような付加価値税を「営業税」呼び、1951年1月1日から「統一発票」という名でインボイス制度が導入されている。

### 中華人民共和国
中華人民共和国(中国)では1993年12月13日以降、「中華人民共和国増値税暫定条例」の実施により、増値税発票制度(インボイス制度)が導入された。

### 大韓民国
韓国は付加価値税(消費税)の税率は1977年の制度導入以来、10％という単一税率なもののインボイス制度を導入した。2010年にはデジタルインボイス制度が導入され、2011年に全法人事業者にデジタルインボイス発行を義務化した。2012年には税抜き年間売上高が10億ウォン（約1億円）以上の個人事業者も義務化し、その後も最終的に全事業者のインボイスをデジタル化させるために、義務化の範囲を年々拡大させている。

### ヨーロッパ・欧州連合
古くから国境を越える取引が盛んに行われてきたヨーロッパでは、インボイス方式が商取引の慣行として定着した。商取引の情報を書面及び電子的形式で表現し発行するものである。
EU加盟各国の法的整合・欧州経済を活性化する目的で制定される各国共通の指令（ルール）であるEC指令で「付加価値税（消費税）におけるインボイス制度」が定められている。EU加盟国には、インボイス保存が要件・インボイス記載の税額のみ控除・発行義務者を事業者とすること・免税業者は税額の記載不可とすること・などの8つの記載事項が決められている。そのため、EU加盟国のフランスやドイツだけでなく、2016年6月23日の国民投票でEU離脱以降のイギリスも引き続き、EC指令に沿った国内法を制定・維持している。
EUでは2019年4月以降、全EU加盟国の行政機関で欧州標準電子インボイス制度が義務化されている。 
2022年にはEU域内で「統一的運用電子インボイス制度」を構築すると発表した。これによって、各取引における必要情報が税務当局に集約されるため、時間差利用の不正行為防止することで当局目線では徴税機会の損失減少、企業目線では申告不要となるメリットがある。

## インボイス制度における電子化とデジタル化の違い
日本はデジタルトランスフォーメーション（DX）が世界各国より遅れており、混同されやすいが電子化とデジタル化は異なる。インボイス制度において、保存義務化とされる「請求に係る電子データ」が電子インボイスと呼ばれる。発行側が「電子化」しかしてない場合は「デジタル」だった電子データを「紙」「単なる画像データとしてのPDF」へ変換（アナログ化）する無駄を行うために、受け手側へ「デジタルへ請求記録を再変換する負担」が発生す。そのため、インボイス制度では、双方がデジタル化している必要がある。そして、その場合には業務負担軽減の恩恵がある。

## 日本のインボイス制度
日本では、2023年（令和5年）10月1日から適格請求書等保存方式という名でインボイス制度が導入。適格請求書等保存方式においては、消費税の仕入税額控除の要件の一つとして適格請求書発行事業者が交付する「適格請求書」の保存が必要となる。この適格請求書発行事業者となるには、税務署に「適格請求書発行事業者の登録申請書」を提出し、登録を受ける必要がある。日本でのインボイス制度導入については、システム導入コストの事務負担は導入時のみであり、一旦導入してしまえば、その後は軽減税率導入に伴う複数税率下での事務負担の減少につながるとの意見と言われている。一方で、「取引停止や減少のリスク、事務負担の増加、税負担増(小規模・免税事業者の収入減、廃業)、煩雑な税務処理、書類管理や電子化の負担、逆進性、個人情報保護の問題がある」として、日本経済へ悪影響の可能性があるとの意見もある。

### 沿革
日本では、仕入税額控除の方法として、消費税導入の1989年（平成元年）4月1日から1997年（平成9年）3月31日まで「帳簿方式」が、1997年（平成9年）4月1日から2019年（令和元年）9月30日まで「請求書等保存方式」が採用されていた。
2019年（令和元年）10月1日から軽減税率制度が導入されたことに伴い、インボイス制度の導入が必要とされたが、現行制度から切り替えるための準備期間として、2019年（令和元年）10月1日から2023年（令和5年）9月30日まで「区分記載請求書等保存方式」が採用され、
2023年（令和5年）10月1日から「適格請求書等保存方式」としてインボイス制度が導入される。

### 適格請求書等

#### 適格請求書
「適格請求書」とは、「売手が、買手に対し正確な適用税率や消費税額等を伝えるための手段」であり、下記の事項を記載した請求書、納品書などの書類で適格請求書発行事業者が交付したものをいう。
1. 適格請求書発行事業者の氏名又は名称及び登録番号
2. 課税資産の譲渡等を行った年月日
3. 課税資産の譲渡等に係る資産又は役務の内容
4. 課税資産の譲渡等に係る税抜価額又は税込価額を税率の異なるごとに区分して合計した金額及び適用税率
5. 消費税額等
6. 書類の交付を受ける事業者の氏名又は名称

#### 適格簡易請求書
適格請求書発行事業者が小売業などの事業者である場合には、「適格簡易請求書」として、適格請求書の代わりに下記の事項を記載した請求書、納品書などの書類を交付することができる。
1. 適格請求書発行事業者の氏名又は名称及び登録番号
2. 課税資産の譲渡等を行った年月日
3. 課税資産の譲渡等に係る資産又は役務の内容
4. 課税資産の譲渡等に係る税抜価額又は税込価額を税率の異なるごとに区分して合計した金額
5. 消費税額等又は適用税率

適格簡易請求書は、適格請求書と異なり「書類の交付を受ける事業者の氏名又は名称」の記載が不要であり、適格請求書では両方の記載が必要な消費税額等と適用税率についていずれか一方の記載のみで書類の記載事項としての要件を満たす。
なお、適格請求書も適格簡易請求書も、書式については規定がないため、上記の必要事項が記載されている書類であれば、その書類の名称や書き方を問わず、適格請求書・適格簡易請求書に該当することとなる。

#### 適格返還請求書
適格請求書発行事業者が、売上げに係る対価の返還等（返品・値引き・割戻し）を行った場合には、「適格返還請求書」として、下記の事項を記載した請求書、納品書などの書類を交付しなければならない。
1. 適格請求書発行事業者の氏名又は名称及び登録番号
2. 売上げに係る対価の返還等を行う年月日及び当該売上げに係る対価の返還等に係る課税資産の譲渡等を行った年月日
3. 売上げに係る対価の返還等に係る課税資産の譲渡等に係る資産又は役務の内容
4. 売上げに係る対価の返還等に係る税抜価額又は税込価額を税率の異なるごとに区分して合計した金額
5. 売上げに係る対価の返還等の金額に係る消費税額等又は適用税率

ただし、適格請求書発行事業者が行う事業の性質上、売上げに係る対価の返還等に際し適格返還請求書を交付することが困難な課税資産の譲渡等を行う場合は、適格返還請求書の交付義務は免除される。

#### 電磁的記録（電子インボイス）
上記のこれらの書類の交付の代わりに、電磁的記録（これらの書類の記載事項を記録した電子データ）の提供を行うことも可能である。電磁的記録の提供には、光ディスクや磁気テープなどの記録媒体のほか、EDI取引や電子メール、ウェブサイトを通じた電子データの提供も含まれる。

#### 記載事項・記録に誤りがあった場合
これらの書類の記載事項または電磁的記録として提供した事項に誤りがあった場合には、これらの書類を交付した他の事業者に対して、修正した書類の交付、修正した電磁的記録の提供をしなければならない。

#### 適格請求書類似書類等
適格請求書発行事業者でない者は、適格請求書発行事業者が作成した適格請求書などであると誤認されるおそれのある表示をした書類を交付してはならない。

### 適格請求書発行事業者
適格請求書を交付することができるのは適格請求書発行事業者だけであり、適格請求書発行事業者とは、税務署に「適格請求書発行事業者の登録申請書」を提出し、登録を受けた課税事業者をいう。適格請求書発行事業者になると、法人には法人番号の頭にTを付した番号、個人事業者にはTに個人番号とは無関係の数字13桁を付した番号が登録番号として付与される。
適格請求書発行事業者には、適格請求書・適格簡易請求書・適格返還請求書の交付または電磁的記録の提供、適格請求書・適格簡易請求書・適格返還請求書の写しまたは電磁的記録の保存の義務が課される。
適格請求書発行事業者として登録された事業者は、登録を取り消さない限り、小規模事業者に係る納税義務の免除の規定を受けることができない（いわゆる免税事業者になれない）。

### 軽減税率下での事業者負担と議論
2022年10月に日本でもインボイス制度が導入された。以前の日本は、消費税の仕入税額控除において「帳簿方式」を採用しており、これは国際的には珍しかった。インボイス方式では、事業者間における相互牽制が機能するために正確な納税になる一方、電子化されていないと事業者側の業務負担が増大するとの指摘もあるため、先行導入国らは、インボイスの電子化が推進してきた。インボイス制度の開始は、日本国内の事業者たちの税負担の増加と、従来の帳簿方式に比べて事務手続きが煩雑になるなどの弊害が指摘されている。これは日本の消費税への軽減税率導入時より指摘されており、日本経済団体連合会、日本商工会議所、経済同友会、日本百貨店協会、日本チェーンストア協会、日本スーパーマーケット協会、全国商工会連合会、全国中小企業団体中央会、全国商店街振興組合連合会、ならびに日本労働組合総連合会（連合）は、(消費税の)軽減税率に反対し、単一税率を維持すべきであるとの主張を行っている。
インボイス制度には、価格に上乗せされた税額を裏付け、消費税の転嫁が行われたか否かを確認できる機能（転嫁の可視化）や、売り手の登録番号などの情報が記載され、後日参照しやすいインボイスの授受によって、税率および税額の整合性を双方でチェックし、不正の抑止を図る効果（相互照合・相互牽制の機能）などがある。制度の導入に際しては、「事業者の業務負担が増す」との指摘があるものの、実際には税率・税額が明記されることで、売り手が発行するインボイスと買い手が受け取るインボイスに記載された消費税額の差分が、そのまま納税額となるという仕組みにより、本来は税務処理が簡素化され、事務作業の負担を軽減できる制度である。加えて、第190回国会の衆議院財務金融委員会においても、「事務負担増」の背景として、インボイス制度自体よりも、軽減税率制度によって消費税の算出が煩雑になっている点が主要因であり、単一税率下でのインボイス制度でならば業務負担は簡素でとなることが言及されている。一橋大学名誉教授の野口悠紀雄は「消費税で弱い事業者を救   
うのは免税制度ではなくインボイス導入だ」という記事を寄稿し、消費税について「本来は事業者が負担するものではなく、取引の各段階で転嫁され、最終的に消費者が負担するべきものである」と指摘している。しかし、従来の日本の消費税制度にはインボイスがなく、また免税事業者制度が存在していたことから、「実際の負担構造は極めて不明瞭」であり、「力の弱い事業者が消費税を転嫁できず、自分で負担する」例が少なくなかったと述べている。2023年から日本でインボイス制度が導入されることについて、「この仕組みを改め、本来あるべき姿にしようとするもの」と例え、不明瞭な仕組みが30年も続いたために免税事業者の既得権益が定着してしまっている現状を踏まえ、「改革は容易なことではない」としている。そして、「インボイス導入は大きな社会問題となる可能性があるが、改革を頓挫させてはならない」との見解を示している。

2023年6月に弁護士ドットコムニュースは、フリーランスや自営業者、声優などの人たちが、インボイス制度導入や実施に対して反対している理由について、税負担よりも税務手続の煩雑さが理由だと報じている。その一方で、東京財団政策研究所研究主幹の森信茂樹はインボイス制度に多くの誤解や理解不足が存在するとし、制度の正確な理解のための論点として、インボイス導入自体によって事務コストが大幅に増大するという懸念は誤解であるとする。森信によれば、初期段階ではシステム導入などの費用がかかるものの、複数税率が存在する場合にはむしろ計算事務を簡素化し、事務負担を軽減する効果があるという。日本のケースでは、売上や仕入額に108分の8を乗じて消費税額を計算することになるが、複数税率が導入されてると区分経理の手間が発生する。森信は、このような計算方法が制度の複雑さの原因であるとし、インボイス制度自体らはそれを補助・簡素化する「ツール」にすぎないと述べている。さらに、事業者間取引（BtoB）の例として、卸売業者Aが小売業者Bに対して、税抜価格1000円と消費税80円を別記して請求するという場面を挙げ、買手Bは支払った80円の費税を仕入税額控除として、自己の売上にかかる消費税から差し引くことができるという流れを説明している。この仕組みによって、消費税が取引の各段階で適切に転嫁されるようになる。
インボイス制度の導入に伴い、課税事業者が消費税の仕入税額控除を行うために適格請求書（インボイス）が必要になる。また、課税事業者が年間の売り上げが1000万円以下の免税事業者と取引を行う場合、仕入税額控除が適用されないため、消費税をより多く納入することになる。このため、免税事業者は取引を断られたり、新規の取引が困難になる可能性がある。適格請求書等保存方式において、免税事業者は適格請求書を発行することができないため、仕入税額控除の適用を受けようとする事業者は取引先として免税事業者より課税事業者（適格請求書発行事業者）を進んで選ぶと考えられる。
一方で、免税事業者を理由として選ばれなくなることを回避するために、適格請求書発行事業者として登録すれば、その事業者は本来であれば免税とされるはずの小規模事業者であっても課税事業者となることを選択せざるを得なくなる。
免税事業者が税務署に登録して、課税事業者になると、売上に対する消費税分に応じた消費税の納入義務が生じ、大幅な税負担の増加が生じる。「原則課税」を採用した場合、売上に対する消費税額から仕入等にかかる消費税を控除した額を納入する。消費税の課税方法には「簡易課税」と「2割特例」もあり、簡易課税の場合は「みなし仕入率」を仕入れにかかる消費税額として差し引くことができる。「2割特例」は売上税額の2割のみを納入するが、2026年（令和8年）9月30日にまでの特例に過ぎない。
適格請求書発行事業者・仕入税額控除を行う事業者は、適格請求書の保管をはじめとして、登録番号の確認、課税・非課税・不課税の判断、標準税率適用・軽減税率適用の判断などを行わねばならず、税務当局においても、登録番号の付与・管理を行うという事務負担が新たに生じることとなる。
すでに、個人事業主が取引先から登録手続きを行うように圧力を掛けられる事例が多数報告されている。公正取引委員会は、下請け事業者に課税事業者になるように強制したりすることは、私的独占の禁止及び公正取引の確保に関する法律（独占禁止法）や下請代金支払遅延等防止法（下請法）に抵触する可能性があることを警告している。

#### インボイスの有無による消費税額計算の差異例
課税売上高が5,000万円以下であれば、簡易課税制度を選択できるが、以下、話を単純にするため、簡易課税制度は適用されていないとする。消費税率は10%とする。以下の例のお金の支払い方向の流れは C → A → B である。
AとBの両者とも適格請求書発行事業者の場合
A が B から税込770円（税抜700円）で仕入れる。B は70円分の消費税を預かっている。その際、Bは適格請求書をAに発行する。
A が C に税込1100円（税抜1000円）で販売する。C から100円分の消費税を預かっている。
その際、100円 - 70円 = 30円の消費税を税務署に納税することになる。A には1100円 - 770円 - 30円 = 300円の利益が残る。
Aが適格請求書発行事業者だが、Bが適格請求書発行事業者で無い場合
A が B から税込770円（税抜700円）で仕入れる。適格請求書を発行していないので、B は70円分の消費税を預かった事にはならない。
A が C に税込1100円（税抜1000円）で販売する。C から100円分の消費税を預かっている。
その際、100円の消費税を税務署に納税することになる。A には1100円 - 770円 - 100円 = 230円の利益が残る。
Aが適格請求書発行事業者だが、Bが適格請求書発行事業者で無い場合で、帳尻を合わせる方法
A が B から税抜700円で仕入れる。適格請求書を発行していないので、B は消費税を預かっていない。
A が C に税込1100円（税抜1000円）で販売する。C から100円分の消費税を預かっている。
その際、100円の消費税を税務署に納税することになる。A には1100円 - 700円 - 100円 = 300円の利益が残る。
つまり、相手が適格請求書発行事業者で無い場合は税抜き価格で仕入れ、売った側ではなく買った側が消費税を納めることで帳尻が合う。消費税の納税義務が免除されている事業者は適格請求書発行事業者になれないので、これにより、実質的に、課税売上高が1,000万円以下の消費税の納税義務の免除が「益税」ではなくなる。ただし、簡易課税制度や両者ともに適格請求書発行事業者で無い場合などが絡むと話はややこしくなる。
適格請求書発行事業者ではない免税事業者からの仕入れの経過措置として特例が設けられているが、それを加味すると以下のようになる。
2023年10月1日から2026年9月30日に、Aが適格請求書発行事業者だが、Bが適格請求書発行事業者で無い場合で、帳尻を合わせる方法
B の税抜き価格に消費税率×80% = 8% を上乗せして仕入れる。上記の例では756円。B にとって56円が益税。
2026年10月1日から2029年9月30日に、Aが適格請求書発行事業者だが、Bが適格請求書発行事業者で無い場合で、帳尻を合わせる方法
B の税抜き価格に消費税率×50% = 5% を上乗せして仕入れる。上記の例では735円。B にとって35円が「益税」。

#### 利便性と個人情報保護の課題
インボイス制度の運用にあたっては、個人情報保護の観点から課題が指摘されている。事業者が税務署に申請して課税事業者に登録すると、国税庁の適格請求書発行事業者公表サイトに本名を含む情報が掲載される。そのため、ペンネームで活動している漫画家や作家、アーティスト、俳優、YouTuberなどの匿名性を前提とする職業において、実名が公表されることによる影響が懸念されている。
2022年3月16日、参議院財政金融委員会で自民党の藤末健三議員は、インボイス制度によって個人名が表に出る可能性があること、またそれがストーカーなどの犯罪に悪用されるリスクについて取り上げた。
この制度においては、プライバシー保護よりも取引の信頼性や業務の効率性を重視した側面があるとされる。実際、国税庁が提供する公表サイトでは、適格請求書発行事業者の情報が全件一括でダウンロード可能であり、商用利用も認められていることが明らかになっている。
これを受け、自民党の赤松健、山田太郎両議員が国税庁に申し入れを行い、2022年9月22日より公表サイトでのダウンロード提供を一時停止する措置が取られた。その後、9月26日からは個人のデータに限り、氏名や事務所所在地など特定につながる情報を除いた形式での再提供が開始された。
しかしながら、削除される前の情報を持ってる者がいて、他の公開情報と表計算ソフト等で紐付ける作業をすると、ある程度の復元が可能という懸念もある。更には、取引相手の企業側からすれば、取引先がインボイス発行事業者かを確認できる手段として、「適格請求書発行事業者公表サイト」の存在は利便性が高く、特に多数の取引先を抱える企業にとっては有用とされる。そして、本名で活動している事業者にとっては影響が小さい一方、匿名性を前提に活動している者にとっては、氏名や屋号、登録番号などが公表される制度設計が登録をためらわせる要因となっていると意見がある。

#### 免税事業者の益税論
日本だけでなく、国際的にインボイス制度導入されてきた根拠の1つとして「益税」論がある。これは免税事業者が消費税を納めないことは、消費者から預かった消費税分を手元に残していることになり、税負担の公平性を損なうという議論である。これに対して、「益税」の存在を否定する意見もある。つまり、消費税法には「益税」という概念がなく、かつ消費税の逆進性、応能負担の観点から免税事業者を残すことは一定の合理性があり、海外にも免税事業者を認める制度があるという指摘である。このほかにも中小事業者は価格交渉力が弱く、消費税を上乗せした価格設定ができていないとの意見がある。理論的には転嫁の仕組みによって税負担は最終消費者に帰着することが予定されるが、実際には転嫁が適正に行われず、消費税負担の一部が転嫁されず事業者に負担が生じる損税を生むことも問題とされている。
適格請求書等保存方式自体が、益税の発生（本来は納税されるはずの消費税が免税事業者の手元に利益として残ること）を解消するための措置として導入されているという主張に対し、1990年3月26日の東京地裁判決では、消費税を支払っているのは事業者であり預かり金ではないことから、不合理な程度に達しているといえず（1990年当時の消費税は3%）、免税事業者に益税は存在しないという判断が下されている。

（１）　仕入税額控除制度による差別
右制度は、結果的には、全く免税業者からの仕入れに頼らない業者と、全面的にそれに頼る業者との間に、納税義務上差異が生ずる結果をもたらす。しかしながら、理論的に右のような差異が生じ得るとしても、多くの業者は免税業者からもそうでない業者からも仕入れを行い得る。右制度によって利益を受ける程度は、業者によって幾分異なりはするものの、その恩恵を受ける機会は理論上はどの業者にもあること、控除割合が三パーセントであること、並びに仕入先が免税業者である確率がそれほど高いものであることを消費税は予定していないことを考慮するならば、前記制度による差別の程度が、著しく不合理な程度に達しているといえない。
（２）　事業者免税点制度による差別
同制度によって免税業者が得る可能性のある最大限の利益は対価の三パーセント以下であり、割合としてさほど高くはない。しかも、これは、免税業者が消費者に消費税分を無条件に三パーセント全部転嫁した場合に理論上最大値の差別が生じ得るものに過ぎない。また、年間売り上げ金額が三〇〇〇万円以下の事業者が右制度により利益を得ることになり、右限度額の当否が租税政策目的上妥当であるか否かの問題はあろうが、立法上右制度による程度の差別が現段階で不合理であるとまでいいきれない。
—東京地方裁判所 平成元年（ワ）５１９４号 判決
政府もこの判例を踏襲した回答を繰り返している。

#### インボイス制度導入支持団体・支持派
経済団体連合会は、税制改正提言において「インボイス方式の導入や簡易課税制度の見直しにより益税を解消する」として、消費税に対する国民の信頼性を高めることが必要であるとしている。少子高齢化における社会保障については、所得税や社会保険料ではなく消費税が望ましいとしている。
日本労働組合総連合会（連合）は、2019年の第四次税制改革構想において、「益税など消費税の制度的な不備を早急に改善する」としてクロヨン問題などを取り上げるとともに、インボイス方式への着実な移行と運用をはかることを求めている。
かつての民主党は、2001年の選挙政策集において「インボイスの導入等によって消費税の信頼性を高めていく」と公約していた。

#### インボイス制度導入反対団体・反対派
全国青色申告会総連合は2020年に公表した「令和3年度 税制改正要望意見」においてインボイス制度への移行の取りやめを要望している。
東京商工会議所は2021年に公表した「令和4年度税制改正に関する意見」において、“インボイス制度の導入は当分の間凍結すべき”と意見している。
全国商工新聞によると、ライターの小泉なつみは「フリーランス・個人事業主の市民の会」を発足、「STOP!インボイス」のオンライン署名は開始から約1週間で3万人を越えた。
日本商工会議所、全国建設労働組合総連合、全国商工団体連合会、日本米穀商連合会、日本税理士会連合会、農民運動全国連合会、全国中小企業団体中央会、全日食チェーン商業協同組合連合会、全国青年税理士連盟、中小企業家同友会全国協議会、税経新人会全国協議会、東京税理士政治連盟といった団体が2021年11月1日時点でインボイス制度の廃止や凍結、延期や見直し要求を表明している。
2022年に日本出版者協議会、日本アニメーター・演出協会、日本SF作家クラブ等の団体は「3万円以下の少額取引にも適格請求書等が必要となり、これは、アニメーターや演出などアニメ制作者のみならず、制作会社にとっても新たに相当の事務負担が発生する」として、インボイス制度の導入反対声明を出した。
2023年6月22日、「ガンダムシリーズ」などのアニメプロデューサーの植田益朗、「機動戦士Ζガンダム」のエマ・シーン役の声優の岡本麻弥、「ジョジョの奇妙な冒険 ダイヤモンドは砕けない」キャラクターデザインや「呪術廻戦」総作画監督のアニメーターの西位輝実が、日本外国特派員協会で記者会見し、「クールジャパンを壊す」としてインボイス制度の中止を求めた。植田益朗は「若手のいない業界は衰退します。アシスタントがいなければ漫画もできず、アニメーターが減ればアニメ作品も激減します。誰もが知る超大作、人気コンテンツは、今はまだ名もない多くのクリエーターがいなければ生まれません。財務省による行為は、日本が世界に誇る文化であり、クールジャパンという輸出コンテンツの目玉であるアニメ、漫画をシュリンクさせる自殺行為であります」と断言した。岡本麻弥は米国での留学中に日本のアニメで話が盛り上がったことを明かし「アメリカにいる間、何度も日本のアニメや漫画のことを本当に誇らしく感じました」、「それが今、日本で始まるインボイス制度で破壊されようとしています。このままでは愛すべき日本のポップカルチャーが失われていってしまいます」、「声優は事務所に所属していても、ほとんど個人事業主。今、課税事業者になるか、免税事業者になるかの選択を迫られている。96％が免税事業者という実情があります。課税事業者になると消費税の課税義務があると知らずに促されるまま登録している人がいっぱいいます。いろんな業界で起きていることですけど」、「（課税事業者になっても）税理士を雇える人ばかりではありません。もし雇えなければ個人で時間を割いてやらないといけない。私たちは自分を磨くために時間を使いたいんです。あと、若い子たちはバイトしながら、いつかトップを取るために山を登っているんです。なまけているワケじゃない。その山を登っている人たちを、ごっそりなくそうとしている。（免税事業者、課税事業者の）どちらも正解じゃないボタンを押せ、と言われている。免税事業者のままでもいられるでしょう。ただ、同じような年齢で同じようなスキルだと、楽な課税事業者に仕事を振る。私のようにフリーだと、表立って『インボイス制度未登録だから』とは言わない。何か起きるかと言われれば、そっと消えていく。これが1番、恐ろしいこと。そういう人がたくさんいます。もし公正取引委員会に言ったって助けてくれない」とインボイス制度を批判し、自身についても「廃業も視野に入っています。こんなの、何もいいことないんです」と語った。
日本漫画家協会は、「現行のインボイス制度導入反対について」の声明を発表し、インボイス制度が始まると「出版社等の発注元が仕入税額控除を行うためには、漫画家からインボイスを発行してもらう必要がある」、「インボイスを発行するためには免税事業者の漫画家は課税事業者への変更を余儀なくされる」、「インボイスを発行できない場合、発注元と漫画家との関係悪化、もしくは最悪、免税事業者であることを理由に取引が中止される等のリスクが出てくる」、「インボイス発行に伴う事業者の事務処理負担が増加する」、「いずれも漫画家の創作活動を阻害するおそれがある」として、インボイス制度を批判した。
弁護士、税理士、司法書士の3青年団体は、制度の廃止を求める緊急記者会見を開き、「事業者の負担だけでなく、それが消費者や労働者に転嫁されるおそれがあり、社会への悪影響が懸念される」などとして、法律や税の実務を担う立場から、インボイス制度の反対を強く表明した。
東京保険医協会は、「インボイス制度」が大問題である理由を公表した。
日本商工会議所などの団体は、2023年度「税制改正大綱」に関する意見書や要望書の中で、「中小企業経営の実態を踏まえ、混乱が避けられない場合はインボイス制度の実施は延期すべきだ」と発表した。
大和総研は、インボイス制度について中小事業者の経営に大きな影響が及ぶ可能性を指摘しており、「深刻な問題」であると発表した。
会計ソフトなどを開発しているfreeeは、小規模な事業者にとってはインボイス制度を導入することによるメリットは「基本的にない」としている。
元内閣官房参与で京都大学大学院教授の藤井聡は、講演で「物価高騰に国民が苦しんでいるときにインボイス制度の導入はありえない」、「1000万円も稼げない零細業者が消費税を課されれば生きていくのは大変だ。零細業者が納めなければ、取引先の負担となり、価格転嫁の可能性もある。一部のかわいそうな業者の問題でなく、国民全体の話だ」、「免税事業者が客から受け取った消費税を納めない、いわゆる『益税』批判については、所得税率が収入に応じて異なるように、累進制の原則に照らせばその批判は間違い」と語り、インボイス制度を批判した。
2022年2月3日、日本出版協議会はインボイス制度の導入に反対する声明を発表した。
2022年3月13日、「インボイスを考える芸人シンポジウム」が開催、水道橋博士らが出席した。
2022年3月30日、立憲民主党は2023年10月に導入予定のインボイス制度の廃止を規定する「インボイス制度廃止法案」を衆議院に提出した。
2022年4月19日に自民党本部において開催された「中小企業・小規模事業者政策調査会インボイス対策小委員会」の幹部会に全国中小企業団体中央会、日本商工会議所、全国商工会連合会、全国商店街振興組合連合会が出席し、全国中小企業団体中央会はインボイス制度の凍結を意見した。
2022年6月2日、全国商工団体連合会は「消費税率を5%に引き下げ、複数税率・インボイスの即時廃止を求める請願」署名12万7140人分を国会に提出した。
税理士有志による「インボイス制度の中止を求める税理士の会」が2022年6月9日、衆院第2議員会館で記者会見を開き、インボイス制度の問題点について報告した。
2022年6月29日、日本税理士連合会は「令和5年度税制改正に関する建議書」を決定、公表した。
2022年7月4日、日本漫画家協会はインボイス制度の導入に反対する声明を発表、インボイス発行事業者になると本名が公表されることになるため、個人情報保護の点からリスクがあることにも言及した。
2022年7月5日、日本アニメーター・演出協会は、“クリエーターや小規模事業者に過度の事務負担を生じること”“税の公平に反すること”“アニメ制作の現場環境を悪化させること”を理由として、インボイス制度の導入に反対する声明を発表した。
2022年7月6日、日本SF作家クラブはインボイス制度の導入に反対する声明を発表した。
2022年8月22日、映画演劇労働組合連合会はインボイス制度の施行中止を求める声明を発表した。
2022年8月、声優の甲斐田裕子が咲野俊介、岡本麻弥と「VOICTION（ボイクション）」を立ち上げ、インボイス制度の実施によってエンタメ業界が大打撃を受けるとして、国会議員に陳情するなどの活動をしている。9月に行った声優への実態調査では、回答者の72%が年収300万円以下で、1000万円以上は5%、23%の人がインボイスの影響で廃業するかも知れないと回答している。
2022年11月16日には、立憲・共産・社民・れいわなどからなる「インボイス問題検討・超党派議員連盟」が発足した。
2023年9月24日にはインボイス制度に反対する署名が50万筆を超えた。オンライン署名サイト「Change.org」の日本版開始以来、過去最多となった。
2023年9月25日にはインボイス制度の中止を求めるフリーランスら「インボイス制度を考えるフリーランスの会」が主催して首相官邸前で集会を開き「実質的な増税だ」などと抗議の声を上げた。